# Грифон в геральдике
Грифо́н — часто встречающаяся в гербах негеральдическая фигура. Грифон ― животное, являющееся наполовину орлом, наполовину львом, в другом источнике животное с птичьей головой, туловищем львицы и крыльями.
Грифон символизирует могущество, власть, бдительность. По Лакиеру, грифон служит символом быстроты, соединённой с силой. Древние думали, что он хранит клады. В другом источнике грифоны, чудовищные животные стерегли серебро и золото, сокрытое в горах и реках с которыми безпрестанно воевали аримаспы.
Мужской вариант грифона изображался бескрылым и с пучками алых шипов (обозначающих солнечные лучи), иногда даже с рогами или бивнями.
В геральдике существует образ морского грифона, обозначающего связь армигера с водой. Такой грифон бескрыл и имеет рыбий хвост вместо львиной части тела.

## Галерея

Родовые гербы
Польский шляхетский герб Гриф
Морской грифон в гербе Путткаммер
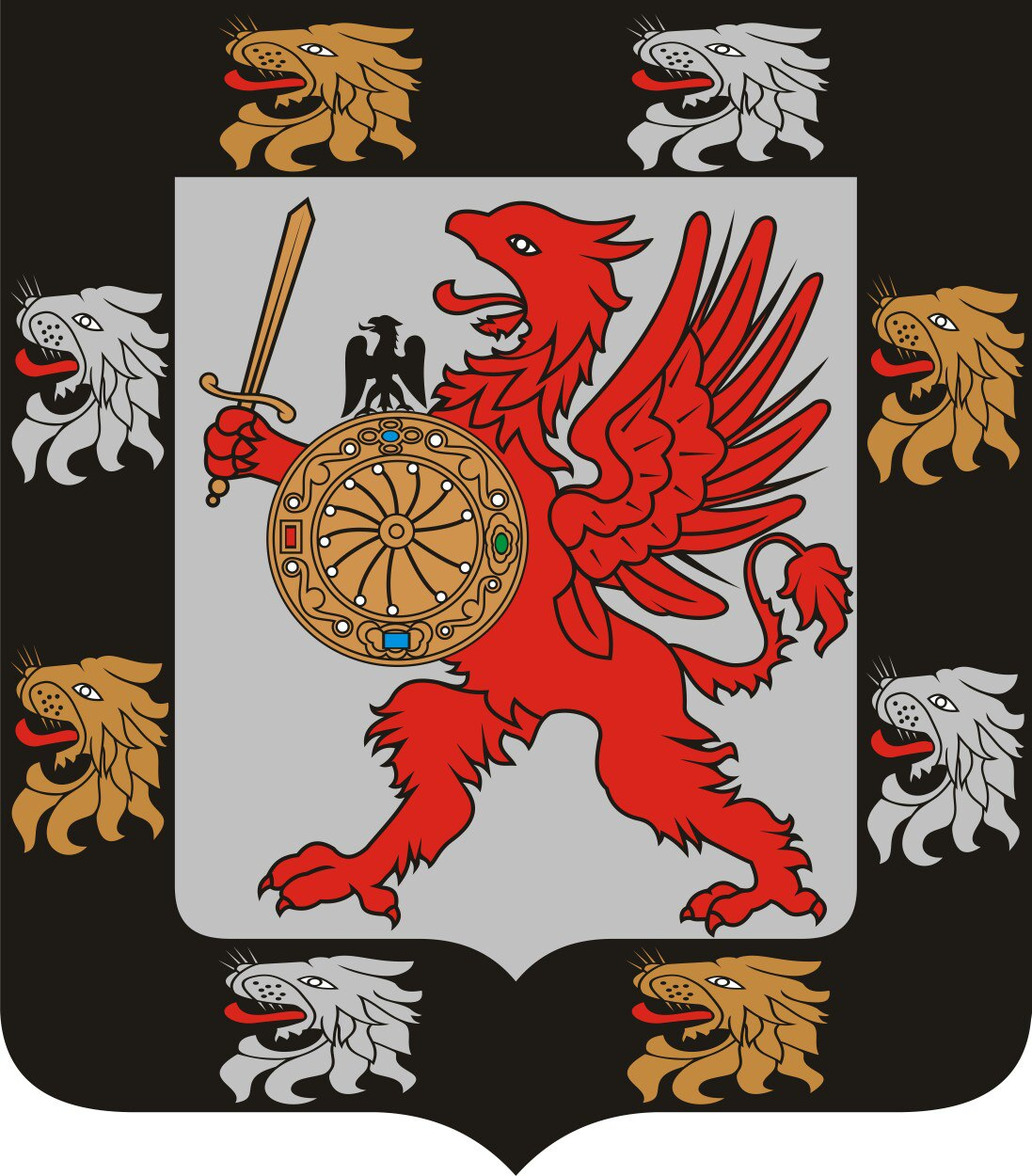
Герб Романовых

Муниципальные гербы
Грифон Кан-Кереде на гербе Республики Алтай
Герб Лифляндии
Первый (старый) герб Севастополя 1893 года
Грифоны-щитодержатели в гербе Свердловской области
Герб Крыма

Эмблемы
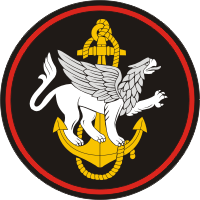
Нарукавный знак 810-й отдельной бригады морской пехоты ЧФ